# Otton Marcin Nikodým
Otton Marcin Nikodým (* 13. August 1887 in Zabłotów (damals Galizien, heute Ukraine); † 4. Mai 1974 in Utica (New York)) war ein polnischer Mathematiker.

## Leben
Nikodým war früh Waise und wuchs bei seinen Großeltern in Lemberg (und auch kurze Zeit in Wien) auf, die italienischen und französischen Ursprungs waren. Er studierte Mathematik und Physik in Lemberg bei Marian Smoluchowski, Wacław Sierpiński und J. Puzyna mit dem Lizenziatsabschluss für Lehrer und arbeitete von 1911 bis 1924 als Lehrer an einem Gymnasium in Krakau. 1924 promovierte er an der Universität Warschau auf Drängen von Sierpiński. 1926/27 war er an der Sorbonne und 1927 habilitierte er sich in Warschau. Von 1930 bis 1945 lehrte Nikodým an der Universität Warschau. 1945 wurde er Professor an der Technischen Universität Krakau. 1946 verließ er Polen über Belgien und Frankreich und arbeitete von 1948 bis 1965 am privaten Kenyon College in Gambier, Ohio. Nach seiner Pensionierung übersiedelte er 1966 nach Utica (New York), wo er seine Forschungen fortsetzte und 1974 verstarb, nachdem er 1971 einen elektrischen Schlag bekommen hatte und über 2 Jahre im Koma lag. Er liegt in Doylestown (Pennsylvania) begraben.
1919 war er einer der Gründer der Polnischen Mathematischen Gesellschaft. Er war unter anderem Gastprofessor an der Universität Neapel (1965).
Neben Polnisch sprach er Englisch, Französisch, Deutsch und Italienisch und hielt auch in diesen Sprachen Vorlesungen.

## Leistungen
Mit dem Namen Nikodým ist vor allem der in der Maßtheorie bedeutsame Satz von Radon-Nikodým verbunden, dessen allgemeinen Fall Nikodým 1930 bewiesen hat. Darüber hinaus bewies er Resultate in der Funktionalanalysis und zur Lösungstheorie von Differentialgleichungen.
Nikodým schrieb mehrere Lehrbücher, unter anderem mit seiner Frau eine Einführung in die Analysis (1936), über Tensortheorie (1938) und Differentialgleichungen (1949). Geplante weitere Bücher über Tensoren und Mechanik, die er schon fertiggestellt hatte, wurden im Zweiten Weltkrieg vernichtet. Er schrieb Bücher über Mathematikdidaktik (1930, 1938; da er über die Aufnahme enttäuscht war, zerstörte er den dritten Band) und hielt populärwissenschaftliche Vorlesungen im Radio, die auch 1946 als Buch veröffentlicht wurden. Zuletzt veröffentlichte er 1966 ein Buch über die mathematischen Grundlagen der Quantenmechanik.

## Ehrungen
Im Oktober 2016 wurde in einem Park nördlich des Doms in Krakau eine Statue errichtet, die Stefan Banach und Otton Nikodým als Studenten bei einer Diskussion auf einer Parkbank im Jahr 1916 zeigt. Ihre Diskussion über das damals neuartige Lebesgue-Integral fiel Hugo Steinhaus auf, der mit ihnen eine Zusammenarbeit begann.

## Schriften
- The Mathematical Apparatus for Quantum Theories, based on the Theory of Boolean lattices, Springer Verlag, Grundlehren der mathematischen Wissenschaften 1966
- mit János Aczél: Funktionalgleichungen der Theorie der geometrischen Objekte, Monografie matematyczne 39, 1960